# Harold Christ Agerholm
Harold Christ Agerholm, ameriški marinec, * 29. januar 1925, Racine, Wisconsin, † 7. julij 1944, Saipan.

## Življenjepis
Hodil je v javne šole v Racinu. 16. julija 1942 je vstopil v Korpus mornariške pehote Združenih držav Amerike.
Osnovno urjenje je opravil v MCRD San Diego (Kalifornija). Potem je bil premeščen Prištabni in podporni bateriji 4. bataljona 10. marinskega polka 2. marinske divizije. 3. novembra 1942 so zapustili ZDA in odpluli proti Novi Zelandiji, kjer so v Wellingtonu opravili enajstmesečno šolanje.
Novembra 1943 se je udeležil bojev za otok Betio (atol Tarava). Nato je bila divizija premeščena na Havaje, kjer so se urili za nove operacije.
9. junija 1944 je pristal na Saipanu. Ko je bitka trajala že dobre tri tedne, so Japonci 7. julija izvedli protinapad, pri čemer so uničili sosednji bataljon. Agerholm se je javil, da evakuira ranjence. Naslednje tri ure je pod nenehnim sovražnikovim ognjem rešil 45 ranjencev, nakar je bil sam smrtno ranjen, ko ga je ustrelil ostrostrelec. Umrl je istega dne.
Sprva je bil pokopan na divizijskem pokopališču na Saipanu, nakar so ga 1947 prekopali v Mound Cemetery v rojstnem kraju.
Za svoje zasluge je posmrtno prejel medaljo časti, ki je bila 25. junija 1945 izročena njegovi materi.
20. junija 1946 so po njem poimenovali nov rušilec USS Agerholm.

## Napredovanja
- januar 1943 - poddesetnik

## Odlikovanja
- medalja časti
- škrlatno srce
- Presidential Unit Citation,
- Asiatic-Pacific Campaign Medal z dvema bronastima zvezdama.